# Pyramide du bois de Vincennes
La pyramide du bois de Vincennes ou obélisque du bois de Vincennes est un obélisque élevé en 1731 au centre du bois de Vincennes, actuellement dans le 12e arrondissement de Paris, pour marquer son reboisement par Louis XV, et pour assurer une fonction d'orientation.
Le monument est aussi appelé pyramide de Louis XV, ou obélisque de Louis XV, en raison de son commanditaire, ou encore pyramide du polygone ou obélisque du polygone, en raison de la proximité du polygone de tir de Vincennes.

## Localisation
L'obélisque est situé au centre du bois de Vincennes, à un emplacement qui était autrefois à la limite entre les territoires des communes de Vincennes et Fontenay-sous-Bois, mais qui est aujourd'hui situé dans le 12e arrondissement de Paris, depuis que celui-ci a annexé le bois de Vincennes en 1929.
L'obélisque s'élève sur un terre-plein au milieu du carrefour de la Pyramide, un rond-point d'où partent en étoile plusieurs voies, parmi lesquelles, :
- la route de la Pyramide ;
- la route du Champ-de-Manœuvre ;
- la route de Bourbon ;
- la route de la Faluère ;
- la route Royale-de-Beauté.

## Histoire
L'obélisque est élevé en 1731 pour commémorer le reboisement du bois de Vincennes par Alexandre Claude Lefebvre de la Faluère, Grand-Maître des Eaux et Forêts, sur ordre du roi Louis XV.
Il est décoré par les frères Slodtz, plus précisément Sébastien-Antoine (d) et Paul-Ambroise (à l'époque, le troisième sculpteur de la fratrie, Michel-Ange, est à Rome).
En 1799, après l'assassinat des plénipotentiaires français au second congrès de Rastatt, une grande cérémonie de deuil est organisée dans le bois ; à cette occasion, l'obélisque est restauré, tandis que le globe à son sommet est peint en noir et le mot « Vengeance ! » y est inscrit.
Restauré à nouveau en 1858,,, l'obélisque est classé monument historique en 1946, par un arrêté du 19 octobre, puis à nouveau restauré en 1982.
Il donne son nom au carrefour sur lequel il est érigé, le carrefour de la Pyramide, ainsi qu'à la principale route traversant celui-ci, la route de la Pyramide, tandis que la Faluère, mentionné sur l'obélisque, donne son nom à une route transversale, la route de la Faluère.
La légende populaire veut que l'obélisque soit érigé à l'emplacement du chêne sous lequel Saint Louis rendait la justice au XIIIe siècle,,,,.
- Images historiques de l'obélisque
- Gravure de la fin du XIXe siècle.
- Photographie du début du XXe siècle pour une carte postale.

## Description
L'obélisque est de forme pyramidale et d'ordre rustique. Chacune de ses faces supporte un cartouche de style rocaille. Deux de ces cartouches, au levant (à l'Est) et au couchant (à l'Ouest), contiennent les armes de France. Dans les deux autres, une inscription en latin rappelle la date du reboisement, 1731 en chiffres romains, ainsi que le nom de celui qui l'a dirigé, Alexandre Claude Lefebvre de la Faluère, et de son commanditaire, Louis XV,,,,,,,,,, :
| Nord-Est                                                                    | Sud-Ouest                                                                        | Nord-Ouest et Sud-Est |
| --------------------------------------------------------------------------- | -------------------------------------------------------------------------------- | --------------------- |
|                                                                             |                                                                                  |                       |
| « LVDOVICVS XV VINCENNARVM NEMVS EFFETVM ARBORIBVS NOVIS CONSERI JVSSIT »   | « ALEXANDRO LEFEVBRE DE LA FALVERE MAGNO AQVARVM ET SILVARVM MAGISTRO MDCCXXXI » | Armes de France       |
| « Louis XV a ordonné d'opérer un reboisement complet du bois de Vincennes » | « à Alexandre Lefebvre de la Faluère, Grand-Maître des Eaux et Forêts, 1731. »   | Armes de France       |

Ces cartouches couronnent des mascarons déversant de l'eau sculptée le long du socle pour figurer une fontaine. Le socle est quadrangulaire dans sa partie supérieure et circulaire dans sa partie inférieure, se prolongeant au sol en degrés inclinés. L'ensemble est entouré de six bornes en pierre (dont seules deux étaient encore d'origine en 1986), afin de le protéger contre les collisions avec les carrosses.
Le sommet de l'obélisque est constitué d'un globe surmonté d'une aiguille en bronze doré, au sommet de laquelle une croix indique les points cardinaux. Celle-ci montre que l'obélisque, outre son rôle commémoratif du reboisement, servait également de point de repère, notamment aux chasseurs,.
À la fin des années 1960, l'IGN installe un repère de nivellement NGF sur sa face Est, 10 centimètres au-dessus de la base du socle.
- Repères géographiques sur l'obélisque
- Croix de direction au sommet de l'obélisque.
- Repère de nivellement de l'IGN sur le socle de l'obélisque.

## Postérité
L'obélisque apparaît sur l'un des douze tableaux peints par Maurice Chabas en 1902 pour décorer l'hôtel de ville de Vincennes,. Ce tableau est classé monument historique au titre objet en 1982,.
Ce tableau est issu d'un concours ouvert en 1898 par la mairie de Vincennes. Parmi les esquisses réalisées pour ce concours, conservées par le musée des Beaux-Arts de la ville de Paris au Petit Palais, plusieurs représentent l'obélisque : outre celle de Chabas, qui a remporté le concours, une autre est de Paul Schmitt.
- L'obélisque dans le concours pour le décor 
de l'hôtel de ville de Vincennes (1898)
- Esquisse de Maurice Chabas.
- Esquisse de Paul Schmitt.